# Istocheta altaica
Istocheta altaica là một loài ruồi trong họ Tachinidae.